# Liste d'affaires criminelles belges
La liste d'affaires criminelles belges présente de manière non exhaustive, des affaires criminelles dont le déroulement s'est significativement réalisé en Belgique.

## Liste partielle
| Année     | Province(s)                                                      | Affaire                                  | Résumé | Commentaire | C. |
| --------- | ---------------------------------------------------------------- | ---------------------------------------- | --- | --- | -- |
| 714       | Liège                                                            | Affaire Grimoald II                      | Assassinat de Grimoald II, maire des palais de Neustrie et de Bourgogne en 714 alors qu'il était en train de prier sur le tombeau de saint Lambert à Liège par un Frison païen du nom de Rangar. | |    |
| 1127      | Bruges                                                           | Affaire De Flandre                       | Assassinat de Charles Ier de Flandre, comte de Flandre, le 2 mars 1127 dans l’église Saint-Donatien de Bruges pendant la messe du mercredi des Cendres par Christian van Ghistelles, châtelain de Ghistelles issue de la famille de Bertholf Gistel. | Ils sont impitoyablement pourchassés et exécutés. | CR |
| 1388      | Bruxelles                                                        | Affaire T'Serclaes                       | Mort d'Éverard t'Serclaes, noble, des suites d'une violente agression le 31 mars 1388. | |    |
| 1388      | Bruges                                                           | Affaire De Villiers de L'Isle-Adam       | Assassinat de Jean de Villiers de L'Isle-Adam, maréchal de France, gouverneur de Paris et gouverneur de Bruges le 22 mai 1437 par la population lors des Vêpres brugeoises. | |    |
| 1482      | Liège                                                            | Affaire Louis de Bourbon                 | Louis de Bourbon, prince-évêque de Liège, est assassiné sur ordre de Guillaume de La Marck. | | CR |
| 1846      | Hainaut                                                          | Affaire Euphrasie Deroux                 | Infanticide. Euphrasie Deroux tue sa fille, Thérèse (deux ans), morte par suffocation après lui avoir empli la bouche de mie de pain. | Elle sera la dernière femme exécutée (de droit commun) en Belgique le 22 juin 1846 sur la Grand-Place de Mons. |    |
| 1847      | Bruxelles                                                        | Affaire Rosseel et Vandenplas            | Triple meurtre crapuleux, de Mlle Evenepoel et de ses deux servantes, Marie-Thérèse Desain et Anne-Marie-Gertrude Smeets, le 2 septembre 1847 place Saint-Géry no 13. | | CC |
| 1850      | Hainaut                                                          | Affaire Visart de Bocarmé                | Assassinat par empoisonnement à la nicotine de Gustave Fougnies, le 20 novembre 1850 à Bury. Visart sera guillotiné | L'empoisonnement est décelé grâce aux analyses du chimiste Jean Servais Stas. | CD |
| 1860      | Hainaut                                                          | Affaire Coucke et Goethals               | Meurtre de Scholastique Dussart, dite la veuve Dubois, le 25 août 1860 à Couillet. | Coucke et Goethals, deux néerlandophones, sont guillotinés à la suite d'un procès en français, unique langue de la justice en Belgique à l'époque. Les déclarations d'un autre criminel alimenteront plus tard l'hypothèse de l'erreur judiciaire.                                                                                        | CD |
| 1855-1861 | Hainaut                                                          | La Bande noire                           | Gangstérisme. | | CD |
| 1873      | Bruxelles                                                        | Affaire Verlaine/ Rimbaud                | Le poète Paul Verlaine tire sur le poète Arthur Rimbaud et le blesse le 9 juillet 1873 à Bruxelles. Verlaine est emprisonné successivement à la prison de Bruxelles et à la prison de Mons, et libéré en 1875. | | CC |
| 1882      | Bruxelles                                                        | Affaire Peltzer                          | « Crime de la rue de la Loi » : meurtre de l'avocat Guillaume Bernays, le 7 janvier 1882. | Armand Peltzer et Léon Peltzer sont condamnés à mort par les assises de Bruxelles. Leur peine est commuée en détention à perpétuité. |    |
| 1886      | Bruxelles                                                        | Affaire Vandersmissen                    | L'avocat et député Gustave Vandersmissen assassine sa femme volage la nuit du 8 au 9 avril 1886. Alice Renaud, comédienne succombe treize jours plus tard. | Gustave Vandersmissen écope de 15 années de réclusion, ramenées à 10 en appel. Il est libéré après deux années (loi Lejeune) et refait sa vie en France. | CC |
| 1895      | Anvers                                                           | Affaire Joniaux                          | Triple empoisonnement commis par Marie-Thérèse Joniaux sur sa sœur, son frère et un oncle. | Marie-Thérèse Joniaux est condamnées à mort par les assises d'Anvers. Sa peine est commuée en détention à perpétuité. |    |
| 1897      | Bruxelles                                                        | Affaire Courtois                         | Meurtre d'une rentière âgée de 80 ans pour lui voler son coffre-fort. | Alexandre Courtois et Louis Restiaux sont condamnés à mort par les assises de Brabant. Leur peine est commuée en détention à perpétuité. | CD |
| 1906      | Bruxelles                                                        | Meurtre de la rue des Hirondelles        | Jeanne Van Calck 8 ans est enlevée, violée, tuée et dépecée. Son corps est retrouvé le 7 février 1906. | Le crime odieux restera impuni. Jeanne devient ainsi un symbole de l'enfance assassinée. | AS |
| 1917      | Flandre-Occidentale                                              | Affaire Ferfaille                        | Meurtre de Rachel Ryckewaert, une domestique de ferme, le 27 octobre 1917 à Furnes. | Ferfaille est le dernier condamné à mort de droit commun guillotiné en Belgique. |    |
| 1932-1936 | Liège                                                            | Affaire Becker                           | Empoisonnement de onze personnes par Marie Becker. | | CD |
| 1942      | Charleroi                                                        | Affaire Teughels                         | Assassinat de Prosper Teughels, bourgmestre par le résistant Victor Thonet le 19 novembre 1942. | Il est fusillé par les Allemands au Tir national le 20 avril 1943. | CR |
| 1942      | Bruxelles                                                        | Affaire Pètre                            | Assassinat de Georges Pètre, avocat belge le 31 décembre 1942 à Saint-Josse-ten-Noode par un groupe de rexistes, collaborateurs de l'ennemi nazi. | | CR |
| 1944-1949 | Brabant wallon                                                   | Affaire Rinchard                         | Le « Docteur mitraillette ». Série de meurtres et d'attentats. | |    |
| 1950      | Liège                                                            | Affaire Lahaut                           | Assassinat de l'homme politique Julien Lahaut le 18 août 1950 à Seraing. | | AS |
| 1953      | Namur                                                            | Tuerie de Thy-le-Château                 | Quintuple meurtre, le 5 novembre 1953, à Thy-le-Château. | | CR |
| 1954-1981 | Luxembourg, Brabant wallon, Liège                                | Affaire Nestor Pirotte                   | Série de meurtres. | | CD |
| 1963-1964 | Luxembourg                                                       | Affaire Champenois                       | Meurtre de l'épouse d'un bûcheron suivi, l'année suivante, d'une tentative de meurtre et d'un enlèvement, et d'une rocambolesque traque en forêt., | L'affaire inspire notamment La Hache et le Fusil, une bande dessinée de Jean-Claude Servais, parue en 1994. |    |
| 1964-1982 | Brabant flamand                                                  | Affaire Bellen                           | Série de viols et meurtres. | |    |
| 1970      | Bruxelles                                                        | Affaire Georgin                          | Agression causant indirectement la mort d'un membre du FDF, par des militants du VMO. | |    |
| 1971-1972 | Brabant flamand                                                  | Affaire Van Eyken                        | Meurtre de trois femmes. | |    |
| 1978-1989 |                                                                  | La Bande à Haemers                       | Gangstérisme, et enlèvement de l'ancien Premier Ministre Paul Vanden Boeynants, lequel est séquestré du 14 janvier au 12 février 1989. | |    |
| 1979      |                                                                  | Affaire Cauberg                          | Meurtre de sa compagne, de son bébé, d'une voisine le 21 février 1979 par Jan Caubergh déjà condamné à vingt-cinq ans de prison en 1966 et ayant bénéficié d'une libération anticipée. | |    |
| 1979      | Flandre-Orientale                                                | Affaire Horion et Feneulle               | Meurtre de cinq membres d'une même famille, le 23 juin 1979. | | CC |
| 1979      | Liège                                                            | Affaire Renard                           | Une jeune fille de 16 ans et une femme de 26 ans sont tuées et 20 autres personnes sont blessées au fusil de chasse, par Odon Renard militaire de carrière, au cross-country de Hannut le 18 novembre 1979. | |    |
| 1982-1985 | Brabant wallon, Flandre Orientale, Hainaut, Namur, Nord (France) | Les Tueurs du Brabant wallon             | Braquages sanglants, coûtant la vie à près de trente personnes. | | AS |
| 1983      | Flandre-Occidentale                                              | Affaire Scholeer                         | Quintuple meurtre de membres de sa famille par un adolescent en 1983 à Elverdinge. | |    |
| 1983-1985 |                                                                  | Les Cellules communistes combattantes    | Série d'attentats. | |    |
| 1984      | Bruxelles                                                        | Affaire Van Hees                         | Le corps de Christine Van Hees est découvert brûlé le 13 février 1984 dans l'ancienne champignonnière d'Auderghem. | | EC |
| 1985      | Liège                                                            | Attentat de Liège du 6 décembre 1985     | Attentat commis par Jean-Michel Systermans, avocat d'une cinquantaine d'années et son complice Francis Reynders, contre le Palais de Justice de Liège. Il coûte la vie à un étudiant ainsi que deux blessés. | Systermans est condamné à mort en 1991 dans un premier temps (bien que la dernière exécution dans le pays remonte à 1950) et est ensuite condamné à une peine de prison. Reynders est condamné à la réclusion à perpétuité. Systermans est libéré sous condition en 2000.                                                                 | CC |
| 1986-1989 | Bruxelles                                                        | Affaire Pándy                            | Assassinat des membres d'une même famille entre le 31 juillet 1986 et juin 1989 à Molenbeek-Saint-Jean. | L'affaire n'éclate qu'en 1997, après le « séisme » de l'affaire Dutroux. | CD |
| 1987      | Liège                                                            | Fusillade du Palais de Justice           | Tentative d'évasion à l'aube d'un procès, suivi d'une fusillade, le 1er avril 1987, coûtant la vie au truand José Cokaiko et à l'avocat de celui-ci. | |    |
| 1987      | Brabant flamand                                                  | Tuerie de Bogaarden                      | Septuple meurtre perpétré par Michel Van Wijnendaele, le 12 mai 1987 à Bogaarden, suivi du suicide de l'auteur des faits à Sirault dans le Hainaut. | | CR |
| 1989      | Namur                                                            | Affaire Fourniret                        | Enlèvements, viols et assassinats d'au moins sept jeunes filles par Michel Fourniret et son épouse du 11 décembre 1987 au 5 mai 2001 en France et en Belgique, dont celui de la petite Élisabeth Brichet, enlevée à Namur en 1989. | La disparition de la petite Élisabeth, victime de Fourniret, est associée à partir de 1996 à l'affaire Dutroux – ou du volet de cette affaire, plus large, mais y reliée au début, des « enfants disparus » –, jusqu'à l'éclatement de l'affaire Fourniret.                                                                               | CC |
| 1991      | Liège                                                            | Affaire Cools                            | Assassinat de l'homme politique André Cools, le 18 juillet 1991 à Liège. | |    |
| 1992      | Liège                                                            | Affaire Muselle et Bourgard              | Meurtre de Marc Kistemann et de Corine Malmendier en juillet 1992. | Affaire « Marc et Corine ». L'affaire entraîne la création de l'association « Marc et Corine ». |    |
| 1992      | Bruxelles                                                        | Affaire Derochette                       | Enlèvement, viol et meurtre d'une fillette de neuf ans, Loubna Benaïssa, le 5 août 1992 à Ixelles. | L'affaire, jusqu'à ce qu'elle soit résolue, est associée à partir de 1996 à l'affaire Dutroux (les « enfants disparus »). | NL |
| 1992      | Hainaut                                                          | Affaire Degezelle                        | Carine Moerman 25 ans est blessée dans une rue d'une balle dans le dos par Arnaud Degezelle à Mouscron le 12 août 1992. Le 24 août il abat David Matton 16 ans dans une rue d'une balle dans la nuque. Dans la nuit du 9 au 10 septembre Éric Delemme évite la balle tirée sur lui alors qu'il rentre sa voiture dans un garage. Le 11 septembre rue des Pèlerins il blesse Nathalie Vanbraekel 19 ans chez elle d'une balle dans le bas du dos tirée à travers la porte d'une chambre où elle est cachée avec sa mère Thérèse Pollet. | « Le tueur fou de Mouscron ». Le 8 décembre 2012 dans la prison d'Andenne il meurt d'une overdose dans son lit. | CC |
| 1993-2001 | Hainaut                                                          | Dépeceur de Mons                         | Meurtres non élucidés de plusieurs femmes dont les corps, dépecés, sont retrouvés dans des sacs poubelles. | | EC |
| 1994      | Anvers                                                           | Affaire Kim et Ken                       | Disparition de Kim et Ken Heyrman, un frère et une sœur, respectivement âgés de douze et huit ans, le 4 janvier 1994. Kim est retrouvée morte le 11 février dans le bassin « Asia » du vieux port. | L'affaire, non élucidée, conduit à la création du Comité Kim en Ken (1995-2001). |    |
| 1995      | Anvers                                                           | Affaire Van Noppen                       | Exécution d'un vétérinaire, dans le cadre d'une affaire liée au trafic d'hormones. | L'affaire inspire un film, sorti en 2011. |    |
| 1995-1996 | Hainaut, Liège, Flandre-Occidentale                              | Affaire Dutroux                          | Enlèvement, Disparition de Julie et Mélissa, 8 ans à Liege suivies des disparitions de deux adolescentes, An et Eefje aa Ostende, de Sabine à Tournai et de Laeticia à Bertrix. Marc Dutroux, Michèle Martin et Michel Lelievre seront arrêtés et inculpés pour avoir commis sur ces jeunes victimes les faits d'enlèvement, séquestration et viols et assassinats ces mineures d'âge. | L'affaire ébranle le pays entie : une marche blanche réunissant 350000 personnes à Bruxelles sera suivie d'une commission d'enquête parlementaire laquelle entraînera, notamment, une réforme des polices et la création de l'ONG Child Focus.                                                                                            | CC |
| 1997      | Liège                                                            | Affaire Lecrenier                        | Quadruple assassinat le 7 juillet 1997 à Bas-Oha. Rémy Lecrenier, surnommé "le tueur à l'arbalète", est condamné à la réclusion à perpétuité en 1999, et est libéré en 2016. | |    |
| 1998      | Brabant flamand                                                  | Affaire Semira Adamu                     | Semira Adamu est tuée par des gendarmes lors de son expulsion forcée du territoire belge, le 20 septembre 1998. | L'affaire fait grand bruit. Le ministre Louis Tobback démissionne. La Belgique est condamnée. 4 des 9 gendarmes sont reconnus coupables. |    |
| 2000      | Hainaut                                                          | Affaire Vinck                            | Meurtre de Charlotte Holvoet 22 ans élève infirmière française le 29 mai 2000 à Tournai égorgée et étranglée par Raphaël Vinck. | | NL |
| 2004-2018 | Erquelinnes                                                      | Affaire Scala                            | Série de viols commis par Dino Scala, un père de famille, au casier judiciaire vierge, vit à Pont-sur-Sambre. Dino Scala est reconnu coupable de 54 viols, tentatives de viols et agressions sexuelles. Il est condamné le 2 juillet 2022 à 20 ans de réclusion criminelle. | « Violeur de la Sambre » | EC |
| 2006      | Bruxelles                                                        | Affaire Van Holsbeeck                    | Meurtre d'un adolescent de dix-sept ans, pour le vol de son baladeur, le 12 avril 2006, Gare centrale à Bruxelles. Son meurtrier, Adam Giza, a été condamné le 23 septembre 2008 à 20 ans de réclusion. | |    |
| 2006      | Anvers                                                           | Affaire Van Themsche                     | Double meurtre à caractère raciste perpétré en mai 2006 à Anvers. | | CC |
| 2006      | Liège                                                            | Affaire Ait Oud                          | « Nathalie et Stacy ». Enlèvement, viol et meurtre de deux fillettes, le 9 juin 2006 à Liège. | | CD |
| 2006      | Anvers                                                           | Affaire Demoor                           | Passage à tabac par six jeunes gens d'un quinquagénaire conduisant à la mort de celui-ci, le 24 juin 2006 à bord d'un bus à Anvers. | |    |
| 2006      | Limbourg                                                         | Affaire Clottemans                       | Meurtre d'une rivale, parachutiste amateur, le 18 novembre 2006. Le 21 octobre 2010, Els Clottemans est condamnée à une peine d'emprisonnement de trente ans. | | CD |
| 2007-2010 | Limbourg                                                         | Affaire Janssen                          | Meurtre de trois personnes. En 2011, Ronald Janssen est jugé coupable de trois assassinats, séquestration et viol avec torture et est condamné à la réclusion criminelle à perpétuité. | | CC |
| 2007      | Brabant wallon                                                   | Affaire Lhermitte                        | Meurtre de ses cinq enfants par leur mère, le 28 février 2007 à Nivelles. | L'affaire inspire un film, sorti en 2012, ce qui suscite en soi une polémique. | CC |
| 2007      | Bruxelles                                                        | Affaire Storme                           | Le 16 juin 2007, meurtres de François-Xavier Storme, son épouse, Caroline Van Oost et sa fille, Carlouchka, 22 ans, par Léopold Storme, le fils de la famille. | | CD |
| 2007      | Charleroi                                                        | Affaire Sheikh                           | Le 22 octobre 2007, meurtre de Sadia Sheikh, une belgo-pakistanaise de 20 ans, par son frère, Mudusar. | Il s'agit d'un crime d'honneur | CD |
| 2007      | Jamioulx                                                         | Meurtre du boulanger de Jamioulx         | Le 5 novembre 2007, meurtre de Pascal Hennuy, boulanger de 35 ans, par Abdelah Mostefa, Dorian Cherpion, Frédérick Echazar et Aubin Bellens. | | CD |
| 2009      | Flandre-Orientale                                                | Tuerie de Termonde                       | Meurtre de deux bébés et d'une puéricultrice de 54 ans par Kim De Gelder dans une crèche le 23 janvier 2009 à Termonde. | | CC |
| 2011      | Liège                                                            | Tuerie de Liège                          | Antonietta Racano 45 ans est abattue par Nordine Amrani le 13 décembre 2011 à Liège. Peu après, il mitraille la foule place Saint-Lambert tuant cinq personnes et en blessant plus d'une centaine. | Il se suicide juste après. | CR |
| 2012      | Hainaut                                                          | Affaire Guilbert                         | Meurtre de Ludovic Neyts 29 ans le 29 janvier 2012 à Péruwelz poignardé par Johan Guilbert,. | | CC |
| 2012      | Flandre-Occidentale                                              | Affaire Saelens (nl)                     | « Kasteelmoord » (« Meurtre au château ») : meurtre de Stijn Saelens, le 31 janvier 2012 à Wingene. | | EC |
| 2012      | Liège                                                            | Affaire Ihsane Jarfi                     | Meurtre, en avril 2012, d'un homme, dont le corps est retrouvé dans un champ à Villers-le-Temple. Quatre hommes sont inculpés. | L'affaire conduit à des débats concernant l'homophobie. | EC |
| 2013      | Ostende                                                          | Affaire Wesphael                         | Mort considérée comme suspecte de Véronique Pirotton, l'épouse de l'homme politique Bernard Wesphael, le 1er novembre 2013 à Ostende. Le mari est inculpé. | L'affaire conduit à des débats essentiellement centrés sur l'immunité des personnalités politiques. Il est acquitté au bénéfice du doute. |    |
| 2013      | Gand                                                             | Affaire Ruyffelaere                      | Meurtre de Aurore Ruyffelaere, enlevée et étranglée, avant d'être retrouvée dans la voiture de son meurtrier, Andrei Grigoriev, un ressortissant russe de 29 ans. | Le suspect se suicide en détention avant le procès. | CR |
| 2014      | Bruxelles                                                        | Tuerie du Musée juif                     | Attentat terroriste présumé, le samedi 24 mai 2014, au Musée juif de Belgique, à la veille des élections. Un homme pénètre dans le musée et abat quatre personnes avec un revolver et un fusil d'assaut. | L'affaire ravive le souvenir de l'Affaire Merah, s'étant déroulée deux ans auparavant, en France. Le 12 mars 2019, Mehdi Nemmouche est condamné à la réclusion criminelle à perpétuité. Nacer Bendrer, co-auteur des faits est condamné à 15 ans de réclusion criminelle.                                                                 | CC |
| 2014      | Arlon                                                            | Affaire Berlaimont                       | Enlèvement, séquestration, viol et meurtre de Béatrice Berlaimont 14 ans par Jérémy Pierson, le 21 novembre 2014 et retrouvée morte le 1er décembre 2014. | Il est condamné à la prison à perpétuité. | CC |
| 2016      | Bruxelles                                                        | Triple attentat-suicide                  | Attentats terroristes à la bombe : deux à l'aéroport et un dans le métro, le 22 mars 2016. | Salah Abdeslam, seul terroriste en vie, investigateur des attentats du 13 novembre 2015 en France a été arrêté à Bruxelles le 14 mars 2016 et a été condamné par la justice belge à 20 ans de prison ferme le 23 avril 2018 pour ce triple attentat-suicide qu'il a planifié. Son procès débute le 8 septembre 2021 au Tribunal de Paris. | CC |
| 2016      | Charleroi                                                        | Attentat du 6 août 2016 à Charleroi      | Attaque terroriste djihadiste visant deux policières de la Zone de police Charleroi, l'une d'elles est gravement blessée. Le terroriste, Khaled Babouri, algérien de 33 ans, meurt des suites de ses blessures. | | CR |
| 2017      | Huy                                                              | Meurtre de Valentin Vermeesch            | Meurtre de Valentin Vermeesch, 18 ans, violé, torturé et jeté dans la Meuse par cinq de ses connaissances âgées de 16 à 21 ans. | Alexandre Hart et Belinda Donnay sont condamnés à la perpétuité. Killian Wilmet, mineur au moment des faits est condamné à 29 ans. Loïck Masson écope de 27 ans et Dorian Daniels de 25 ans. | CC |
| 2017      | Liège                                                            | Affaire Lavergne                         | Assassinat de Louise Lavergne, originaire du Mans, étudiante 22 ans en médecine vétérinaire à l’université de Liège par Patrick Vanderlinden, 54 ans le 12 octobre 2017. | Le suspect avait déjà été condamné pour viol en 2004 et 2006. Il s'est suicidé à la prison de Lantin le 23 juin 2018. | CR |
| 2018      | Liège                                                            | Attaque du 29 mai 2018 à Liège           | Attaque terroriste islamiste commise le 29 mai 2018 à Liège, au cours de laquelle deux policières et le passager d'une voiture sont tués dans une fusillade précédée d'une attaque au couteau. Le terroriste, Benjamin Herman a ensuite pris en otage une femme de ménage de l'athénée Léonie de Waha et continué à tirer, blessant quatre policiers, avant d'être abattu par les forces de l'ordre. | | CR |
| 2019      | Anvers                                                           | Affaire Bakelmans                        | Meurtre de Julie Van Espen, étudiante de 23 ans par Steve Bakelmans, récidiviste,. | | EC |
| 2020      | Gand                                                             | Attaque au couteau à Gand                | Attaque au couteau causant 4 blessés par une femme souffrant d'une hallucination sonore le 2 février 2020. | | EC |
| 2020      | Jette                                                            | Affaire Goes                             | Meurtre de Frank Goes, entrepreneur de 54 ans, poignardé à mort devant ses bureaux par Dylan Duby. Meurtre commandité par son collègue Youssef Allali. | Procès en cours | EC |
| 2021      | Bruxelles                                                        | Affaire Benaboud                         | Le 15 octobre, meurtre de Rachida Benaboud, une marocaine de 52 ans, par Ali Tatou, son mari de 68 ans. Celui-ci l'a battue et tuée après qu'elle a voulu quitter le domicile conjugal pour échapper aux violences de son époux. | 17e féminicide en Belgique durant l'année 2021. Ali Tatou est condamné à 26 ans de réclusion en 2023. | CC |
| 2022      | Jupille-sur-Meuse                                                | Affaire Randazzo                         | Meurtre de Lucas Pisciotto dit "Luca Itvai", 21 ans, influenceur sur les réseaux sociaux, par son ex beau-père, Pietro Randazzo. | | EC |
| 2022      | Bruxelles                                                        | Attaque au couteau de 2022 à Bruxelles   | Attaque au couteau par Yassine Mahi, 32 ans, un radicalisé, sur deux policiers. L'un entre eux, Thomas Monjoie, 29 ans, a été tué. | | EC |
| 2023      | Bruxelles                                                        | Fusillade du 16 octobre 2023 à Bruxelles | Attaque terroriste islamiste survenue dans le centre-ville de Bruxelles, à proximité de la place Sainctelette. Abdesalem Lassoued, 45 ans tue Patrick Lundström et Kent Persson, deux touristes Suédois (60 et 70 ans) et blesse grièvement une troisième personne, également de nationalité suédoise | L'auteur a été abattu le lendemain matin dans un café marocain situé dans le quartier de la Cage aux Ours à Schaerbeek, il succombe à ses blessures quelque temps plus tard aux Cliniques universitaires Saint-Luc de Woluwe-Saint-Lambert.                                                                                               | EC |
| 2024      | Mons                                                             | Affaire Grégoire                         | Julien Grégoire, 44 ans, professeur au collège Saint-Stanislas de Mons, a été poignardé à mort à son domicile par Thomas B., un de ses anciens élèves âgé de 18 ans. | | EC |
| 2024      | Tournai                                                          | Affaire Dubois                           | Cathy Dubois, une restauratrice de 47 ans, a été battue et jetée dans l'Escaut pendant le week-end de Pâques. | | EC |
| 2024      | Ixelles                                                          | Affaire Putzeys                          | José Putzeys, agent immobilier de 54 ans, assassine sa compagne, Sylwia, 40 ans, leur fille de 1 an, Noémie, et Alex, le fils de 13 ans sa compagne d'une première union. | | EC |

## Émissions de télévision
- 1979 : Au nom de la loi
- Devoir d'enquête